# Live at Donington 1990
| Críticas profissionais | Críticas profissionais |
| Avaliações da crítica  | Avaliações da crítica  |
| Fonte                  | Avaliação              |
| ---------------------- | ---------------------- |
| Allmusic               | [ 3 ]                  |
| Blabbermouth           | [ 4 ]                  |

Live at Donington 1990 é um álbum ao vivo da banda inglesa de hard rock Whitesnake, lançado em 20 de Maio 2011 no Japão (pelo selo Nippon Columbia), em 3 de junho, também de 2011, na Europa e em 7 de junho do mesmo ano nos EUA (ambos pelo selo Frontiers Records).
O álbum traz a performance de um show realizado em Castle Donington em 18 de agosto de 1990 durante o festival Monsters of Rock, que foi encabeçado pela banda, e que contou com a presença do guitarrista virtuoso Steve Vai durante toda a apresentação. O grupo estava tocando com um sistema de som moderno para a época, o que garantiu uma qualidade de som impressionante, que transparece no disco. O show foi transmitido ao vivo pela BBC Radio, e essa gravação teve muitos lançamentos piratas. Por meio de uma mobilização no site do grupo, os fãs pediram o lançamento das filmagens do show e o lançamento do áudio do programa de forma profissional.
Live at Donington 1990 foi lançado como um CD duplo, um DVD, um digipack de 2 CDs / DVDs e/ou como uma edição digital. O disco também foi lançado em vinil triplo, com masterização audiófila e 180 gramas.

## Track listing

### Disco 1
| N.º | Título                                                        | Compositor(es)                     | Duração |  |
| 1.  | "Slip of the Tongue"                                          | David Coverdale, Adrian Vandenberg | 6:52    |  |
| 2.  | "Slide It In"                                                 | Coverdale                          | 5:02    |  |
| 3.  | "Judgement Day"                                               | Coverdale, Vandenberg              | 5:55    |  |
| 4.  | "Slow an' Easy"                                               | Coverdale, Micky Moody             | 8:11    |  |
| 5.  | "Kittens Got Claws"                                           | Coverdale, Vandenberg              | 4:58    |  |
| 6.  | "Adagio for Strato"                                           | Vandenberg                         | 3:00    |  |
| 7.  | "Flying Dutchman Boogie"                                      | Vandenberg                         | 3:53    |  |
| 8.  | "Is This Love"                                                | Coverdale, John Sykes              | 4:45    |  |
| 9.  | "Cheap an' Nasty"                                             | Coverdale, Vandenberg              | 4:20    |  |
| 10. | "Crying in the Rain (Ft.: Tommy Aldridge no solo de bateria)" | Coverdale                          | 13:27   |  |

### Disco 2
| N.º | Título                                                                   | Compositor(es)                   | Duração |  |
| 1.  | "Fool for Your Loving"                                                   | Coverdale, Bernie Marsden, Moody | 6:01    |  |
| 2.  | "For the Love of God" (do álbum Passion and Warfare, do Steve Vai)       | Steve Vai                        | 5:12    |  |
| 3.  | "The Audience Is Listening" (do álbum Passion and Warfare, do Steve Vai) | Steve Vai                        | 3:01    |  |
| 4.  | "Here I Go Again"                                                        | Coverdale, Marsden               | 5:42    |  |
| 5.  | "Bad Boys"                                                               | Coverdale, Sykes                 | 6:16    |  |
| 6.  | "Ain't No Love in the Heart of the City"                                 | Michael Price, Dan Walsh         | 8:26    |  |
| 7.  | "Still of the Night"                                                     | Coverdale, Sykes                 | 7:59    |  |

### DVD
| N.º | Título                                                                   | Compositor(es)                     | Duração |  |
| 1.  | "Slip of the Tongue"                                                     | David Coverdale, Adrian Vandenberg | 6:52    |  |
| 2.  | "Slide It In"                                                            | Coverdale                          | 5:02    |  |
| 3.  | "Judgement Day"                                                          | Coverdale, Vandenberg              | 5:55    |  |
| 4.  | "Slow an' Easy"                                                          | Coverdale, Micky Moody             | 8:11    |  |
| 5.  | "Kittens Got Claws"                                                      | Coverdale, Vandenberg              | 4:58    |  |
| 6.  | "Adagio for Strato"                                                      | Vandenberg                         | 3:00    |  |
| 7.  | "Flying Dutchman Boogie"                                                 | Vandenberg                         | 3:53    |  |
| 8.  | "Is This Love"                                                           | Coverdale, John Sykes              | 4:45    |  |
| 9.  | "Cheap an' Nasty"                                                        | Coverdale, Vandenberg              | 4:20    |  |
| 10. | "Crying in the Rain (Ft.: Tommy Aldridge no solo de bateria)"            | Coverdale                          | 13:27   |  |
| 11. | "Fool for Your Loving"                                                   | Coverdale, Bernie Marsden, Moody   | 6:01    |  |
| 12. | "For the Love of God" (do álbum Passion and Warfare, do Steve Vai)       | Steve Vai                          | 5:12    |  |
| 13. | "The Audience Is Listening" (do álbum Passion and Warfare, do Steve Vai) | Steve Vai                          | 3:01    |  |
| 14. | "Here I Go Again"                                                        | Coverdale, Marsden                 | 5:42    |  |
| 15. | "Bad Boys"                                                               | Coverdale, Sykes                   | 6:16    |  |
| 16. | "Ain't No Love in the Heart of the City"                                 | Michael Price, Dan Walsh           | 8:26    |  |
| 17. | "Still of the Night"                                                     | Coverdale, Sykes                   | 7:59    |  |
| 18. | "We Wish You Well" (Credits)                                             |                                    |         |  |
| 19. | "The Making of Slip of the Tongue; Slide Show" (Bonus content)           |                                    |         |  |

## Créditos Musicais
- David Coverdale – Vocais
- Steve Vai – guitarras, backing vocals
- Adrian Vandenberg – guitarras, backing vocals
- Rick Seratte – Teclados, backing vocals
- Rudy Sarzo – baixo elétrico, backing vocals
- Tommy Aldridge – baterias, percussão

## Desempenho nas Paradas Musicais
| Ano  | Parada Musical               | Posição |       |
| ---- | ---------------------------- | ------- | ----- |
| 2011 | German official sales charts | 32      | [ 6 ] |
| 2011 | French official charts       | 81      | [ 7 ] |
| 2011 | DVD Music Video Charts       | 14      | [ 6 ] |
| 2011 | USA DVD Music Video Charts   | 11      | [ 6 ] |